# Bund Tổng Lao động Do Thái
Bund Tổng Lao động Do Thái của Litva, Ba Lan và Nga (tiếng Yid: ‏אַלגעמײנער ייִדישער אַרבעטער־בונד אין ליטע, פּױלן און רוסלאַנד, đã Latinh hoá: Algemeyner Yidisher Arbeter-bund in Lite, Poyln un Rusland), còn gọi là Phái Bund (tiếng Yid: דער בונד, đã Latinh hoá: Der Bund, đồng nguyên với tiếng Đức: Bund, n.đ. 'liên minh'  hoặc 'liên đoàn') hay Bund Lao động Do Thái (tiếng Yid: דער יידישער ארבעטער־בונד, đã Latinh hoá: Der Yidisher Arbeter-Bund), là một đảng chính trị xã hội chủ nghĩa thế tục Do Thái ban đầu được thành lập bên trong Đế quốc Nga, hoạt động giữa năm 1897 và 1920.